# Lucerna

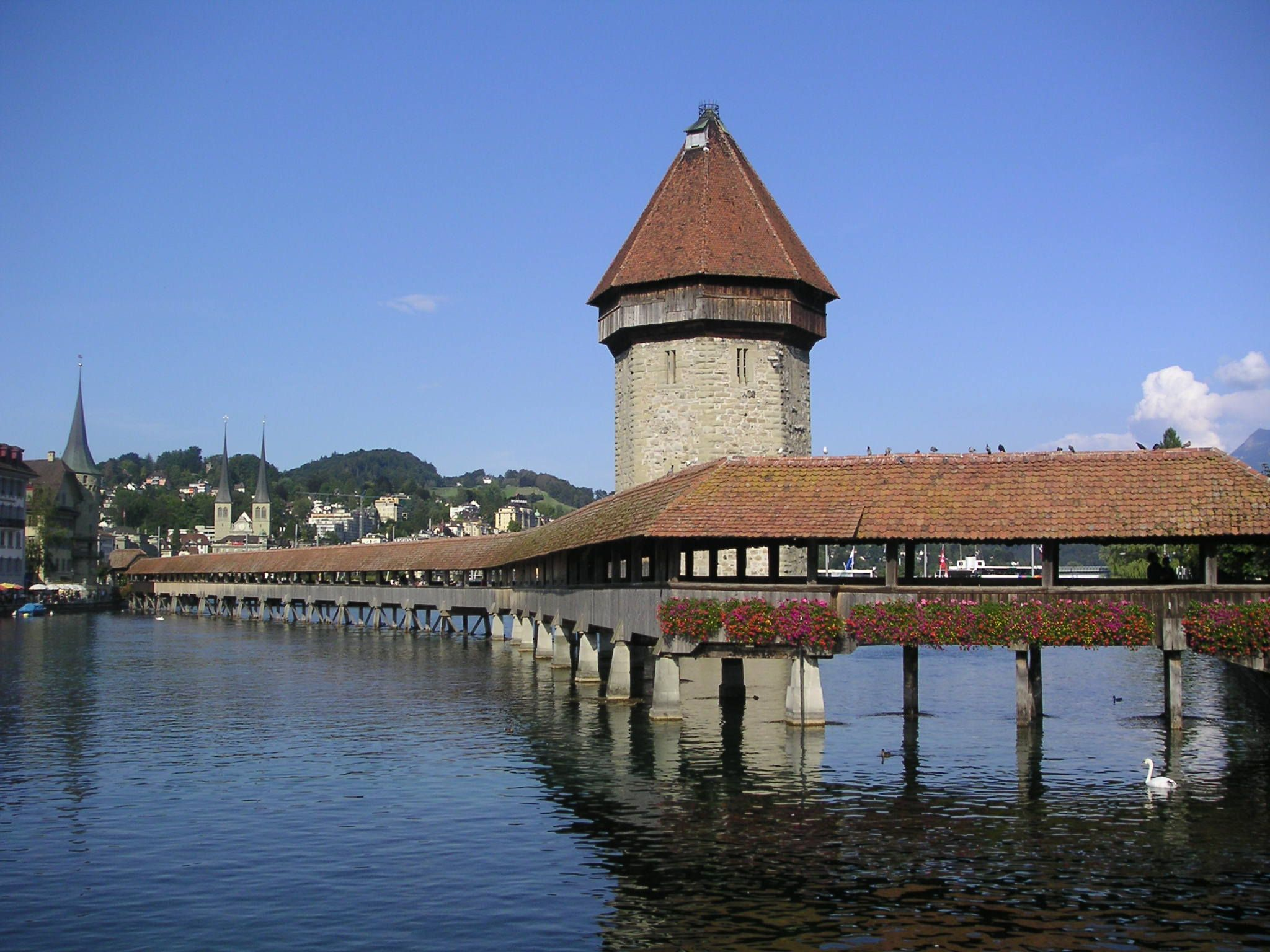
Most Kapellbrücke odbudowany po pożarze w 1993 r.

Lucerna (niem. Luzern, gsw. Lozärn, fr. Lucerne, wł. Lucerna, rm. Lucerna) – miasto i gmina  w środkowej Szwajcarii,  siedziba administracyjna kantonu Lucerna oraz okręgu Luzern-Stadt. Leży na zachodnim brzegu Jeziora Czterech Kantonów (Vierwaldstättersee), nad zatoką, po obu stronach rzeki Reuss, u stóp góry Pilatus. Ośrodek turystyczno-wypoczynkowy o międzynarodowej sławie, siedziba uniwersytetu Universität Luzern. 1 stycznia 2010 do miasta przyłączono gminę Littau.
Miasto powstało z osady założonej w VIII w. przy klasztorze benedyktynów. Z początkiem XXI w. stało się jednym z najszybciej rozwijających się miast Szwajcarii. W mieście rozwinął się przemysł maszynowy, elektrotechniczny, poligraficzny, odzieżowy oraz spożywczy.

## Demografia
W Lucernie mieszka 82 922 osób. W 2021 roku 24,7% populacji gminy stanowiły osoby urodzone poza Szwajcarią. 

## Atrakcje
- Muzeum Transportu Szwajcarii (Verkehrshaus der Schweiz)
- Museum Sammlung Rosengart z dziełami m.in.  Picassa, Paula Klee
- Muzeum Wagnera (Richard-Wagner-Museum)
- pozostałości fortyfikacji z ok. 1400 roku
- kościół franciszkanów z XIII wieku (St. Maria in der Au)
- kościół św. Leodegara (St. Leodegar im Hof) z XVII wieku
- kościół jezuitów z XVII wieku
- pałac rycerski
- ratusz z XVII wieku
- mosty:
  - Kapellbrücke (Most przy kaplicy) (1333, spłonął w 1993, odbudowany) - najstarszy most drewniany w Europie. Nie łączy on brzegów najkrótszą drogą - jego kształt wynikł z dostosowania konstrukcji do bagnistego podłoża. Do mostu przylega kamienna wieża wodna, która należała do dawnego systemu obronnego, później stała się więzieniem, a obecnie mieści się w niej archiwum[4]
  - Spreuerbrücke(inne języki) (Most Plewny) (1408) – drewniany most położony kilkaset metrów dalej od Mostu Kapellbrücke. Pod dachem kryją się tablice z serią obrazów, na których przedstawiona jest śmierć z ludźmi
- kamienice z XVII i XVIII wieku
- baszta zegarowa (Zeitturm)
- pomnik szwajcarskich gwardzistów (Lew Lucerny)

Od 1938 roku w Lucernie organizowany jest Międzynarodowy Festiwal Muzyki Poważnej Lucerne Festival.

## Osoby

### urodzone w Lucernie
- Kurt Scheller, szef kuchni

## Współpraca
Miejscowości partnerskie:
- Bournemouth, Wielka Brytania
- Chicago, Stany Zjednoczone
- Cieszyn, Polska
- Guebwiller, Francja
- Ołomuniec, Czechy
- Poczdam, Niemcy

## Transport
Przez teren miasta przebiegają autostrada A2 oraz drogi główne nr 2, nr 2a, nr 4, nr 361 i nr 362.